# Адан, Эмиль
Эми́ль-Анри́-Жозе́ф-Ада́н (фр. Émile-Henri-Joseph Adan; 18 октября 1830, Брюссель — 13 января 1882, Иксель) — бельгийский картограф.
Сын крупного чиновника в Министерстве финансов Бельгии. Воспитывался в военной школе; в 1852—1859 гг. участвовал в работах по топографическому описанию Бельгии. Затем был преподавателем военной школы и в 1875 году, в чине полковника, назначен директором картографического отдела бельгийского Генерального штаба, а в 1878 г. — директором новоучреждённого Военно-картографического института в Брюсселе. Кроме того, Адан был одним из учредителей и затем вице-президентом Бельгийского географического общества, в бюллетенях которого поместил немало статей.
Особенная заслуга его перед международным сообществом исследователей африканского материка заключается в основании приготовительного практического курса для выполнения астрономических измерений и картографических работ.